# Carmen Sylva (Schiff, 1968)

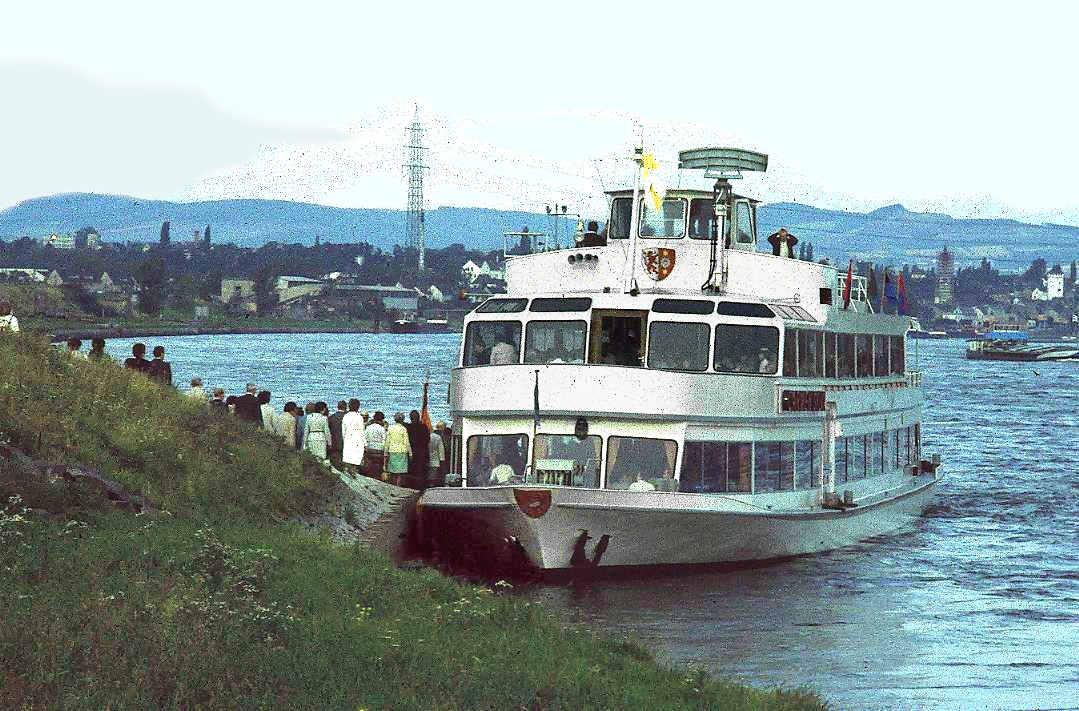
Carmen Sylva 1978 an der Anlegestelle Kärlich

Die Carmen Sylva war ein deutsches Fahrgastschiff, das nach einem Pseudonym der Prinzessin Elisabeth zu Wied benannt wurde.

## Geschichte

### Technik und aktive Zeit der Carmen Sylva
Die Carmen Sylva wurde 1968 auf der Schiffswerft Schmidt in Oberwinter gebaut. Bei der Schiffstaufe am 29. April 1968 sagte Neuwieds Oberbürgermeister Ludwig Schön: „Möge das Schiff allezeit glückhafte Stätte der Begegnung fröhlicher, friedliebender Menschen sein.“ 1975 war die Carmen Sylva eines von zwei Schiffen der Personenschifffahrt Christian Collée in Neuwied. Die Carmen Sylva war damals laut Günter Benja für die Beförderung von 500 Personen zugelassen, 40,5 Meter lang und 7,8 Meter breit und hatte einen Tiefgang von 1 Meter. Eine Motorisierung mit 460 PS erlaubte eine Geschwindigkeit von 14 km/h. Die Carmen Sylva war damals das größere Schiff des Unternehmens; die Heinz war für 270 Fahrgäste ausgelegt. Zu Dieter Schuberts Zeiten war die Carmen Sylva immer noch in Neuwied beheimatet; die Betreiberfirma hieß mittlerweile Personenschifffahrt Collée GmbH & Co. KG. Auch Schubert erwähnt noch eine Zulassung für 500 Fahrgäste, nennt aber für die Länge und den Tiefgang etwas größere Werte als Benja. Auch die Motorisierung des Schiffes scheint im Jahr 2000 üppiger gewesen zu sein als 1975. Laut Schubert hatte die Carmen Sylva im Jahr 2000 zwei Maschinen mit je 340 PS. Collée betrieb damals neben der Carmen Sylva noch die Stadt Andernach und die Schloss Engers.

### Rechtsstreit um den Liegeplatz
Nachdem die Rheinpromenade in Neuwied neu gestaltet worden war, wurden dem Betreiber der Schiffe, Jürgen Collée, die Liegeplätze gekündigt, weil sein Steiger in einer sanierungsbedürftigen Deichmauer verankert war. Daraus entspann sich ein Gerichtsstreit, an den sich 2016 eine erste und 2021 eine zweite Zwangsräumung anschloss: 2016 verhinderte Collée die Entfernung eines Steigers, indem er die Carmen Sylva daran festmachte. Einen Tag später räumte er aber diesen Platz. 2021 waren die Maßnahmen noch drastischer. Collées Schiffe Schloss Engers und Carmen Sylva wurden nach Brohl-Lützing geschleppt, ebenso wurden seine beiden Schiffsanleger dorthin gebracht.
Neuwied plante, die Schiffe zu versteigern, um die Kosten für die beiden Zwangsräumungen usw. wieder hereinzubekommen, und neue Anleger zu bauen, um einen modernen Schiffsverkehr einrichten zu können. Collée kommentierte die Vorgänge empört: „Nach 85 Jahren werden wir hier wie ein räudiger Hund weggejagt.“ Der Erste Beigeordnete der Stadt hingegen zeigte sich befriedigt, dass der „Schandfleck“ endlich beseitigt sei.

## Untergang und Verbleib
Die Carmen Sylva stand seit April 2022 für 540.000 Euro zum Verkauf.
Am 28. März 2023 sank das Schiff in Brohl-Lützing aus zunächst nicht geklärter Ursache.
Das gesunkene Fahrgastschiff wurde am 8. April 2023 ohne Zwischenfälle gehoben und in einen Schubleichter abgestellt. Dort wurde es von Experten der Polizei und der Schiffsuntersuchungskommission begutachtet. Nach Einschätzung des Amtsgerichts Sinzig war das Schiff schwer beschädigt, nicht mehr schwimm- und auch nicht mehr reparaturfähig. Die Zweite Strafkammer am Landgericht Koblenz kam im Mai 2023 jedoch zu dem Ergebnis, das beschädigte Schiff sei kein Wrack, sondern ein „schwimmfähiges und eigenständig auf dem Wasser fortbewegungsfähiges Objekt“, das grundsätzlich repariert werden könne.
Ende des Jahres gab die Staatsanwaltschaft bekannt, dass nach Auswertung des Gutachtens kein strafrechtlich relevantes Verschulden für die Havarie festzustellen sei. Ursache für das Sinken sei ein Loch in der Außenhaut gewesen, das durch Rost entstanden war und Wasser eindringen ließ.
Ende Juli 2023 berichtete die Koblenzer Rhein-Zeitung, dass ein Bauunternehmer das Schiff für 20.600 Euro ersteigerte. Es war das einzige Gebot in der Zwangsversteigerung. Ob der Unternehmer das Schiff tatsächlich bekommt, hängt von einem Beschluss des Amtsgerichts ab. Ein Gutachter hatte den Wert des Schiffes auf etwa 35.000 Euro geschätzt.